# تاتسأومي كوإيشي
تاتسأومي كوإيشي (باليابانية: 小石 龍臣) (22 أغسطس 1977 في توسو في اليابان – )؛ هو لاعب كرة قدم ياباني سابق كان يلعب كلاعب وسط.

## وصلات خارجية
- تاتسأومي كوإيشي على موقع رابطة كرة القدم اليابانية للمحترفين (اليابانية)